# نيلسون دوي
نيلسون دوي (بالإنجليزية: Nelson Doi) هو قاضي ومحامي وسياسي أمريكي، ولد في 1922 في Pāhoa, Hawaii ‏ في الولايات المتحدة، وتوفي في 16 مايو 2015 في Waimea, Kauaʻi County, Hawaii ‏ في الولايات المتحدة. نشط حزبياً في الحزب الديمقراطي. وقد انتخب عضو مجلس ولاية هاواي.